# Carlos Anguita
Carlos Anguita Diaz (* 16. Januar 1997 in Valencia) ist ein spanischer Karambolagespieler und Welt- und Europameister.

## Karriere
Anguilla, der in Los Naranjos (Málaga) lebt, ist ein ausgesprochener Dreibandspieler. Seinen ersten Erfolg holte er sich 2011 bei der Spanischen Meisterschaft der U17 mit einem vierten Platz. Bei seiner ersten WM-Teilnahme der Junioren (U21) im Jahre 2014 musste er sich vorerst mit dem vorletzten Platz (15.) begnügen. 2016 dann ein erstes Treppchen bei der Europäischen Juniorenmeisterschaft vor heimischem Publikum in Murcia. In der folgenden Junioren-WM scheiterte er im Viertelfinale am Koreaner Shin Jung-ju mit 30:35 und wurde Siebter. 2017 war sein bisher erfolgreichstes Spielerjahr als Amateur. Der Student der Spanischen Billardakademie gewinnt zunächst die Dreiband-EM (U21) in Brandenburg an der Havel, gefolgt von der Spanischen Meisterschaft und im September dann die Junioren-WM vor heimischem Publikum in Narejos. Am 3. April 2018 verlor er jedoch als amtierender Welt- und Europameister das Finale der EM im französischen Ronchin gegen den 20-jährige Franzose Gwendal Maréchal mit 30:15 in 22 Aufnahmen und damit seinen Titel. Bei der Junioren-WM 2018 verbesserte er den 2002 von Filipos Kasidokostas aufgestellten Serienrekord auf 16 Punkte, konnte aber am Ende nur den 3. Platz belegen.

## Erfolge
- Dreiband-Weltmeisterschaft der Junioren:  2017  2018
- Dreiband-Europameisterschaft der Junioren:  2017  2018  2016
- Spanische Dreiband-Meisterschaft:   2019
- Spanische Juniorenmeisterschaft:  2017[4]